# Osric (roi de Northumbrie)
Pour les articles homonymes, voir Osric.
Osric  est roi de Northumbrie de 718 à sa mort, le 9 mai 729.

## Biographie
D'après Siméon de Durham, Osric est le fils d'Aldfrith, roi de Northumbrie de 685 à 704 ou 705. Il serait dans ce cas le frère ou le demi-frère d'Osred Ier, qui succède à Aldfrith et meurt en 716. Il pourrait également être le fils d'Alhfrith, le frère d'Aldfrith.
Selon Bède le Vénérable, il choisit pour successeur Ceolwulf, le frère de son prédécesseur Cenred. La Chronique anglo-saxonne précise qu'il est tué en 729, sans plus de détails. La date du 9 mai apparaît dans un calendrier du VIIIe siècle.